# Palacio Pazzi

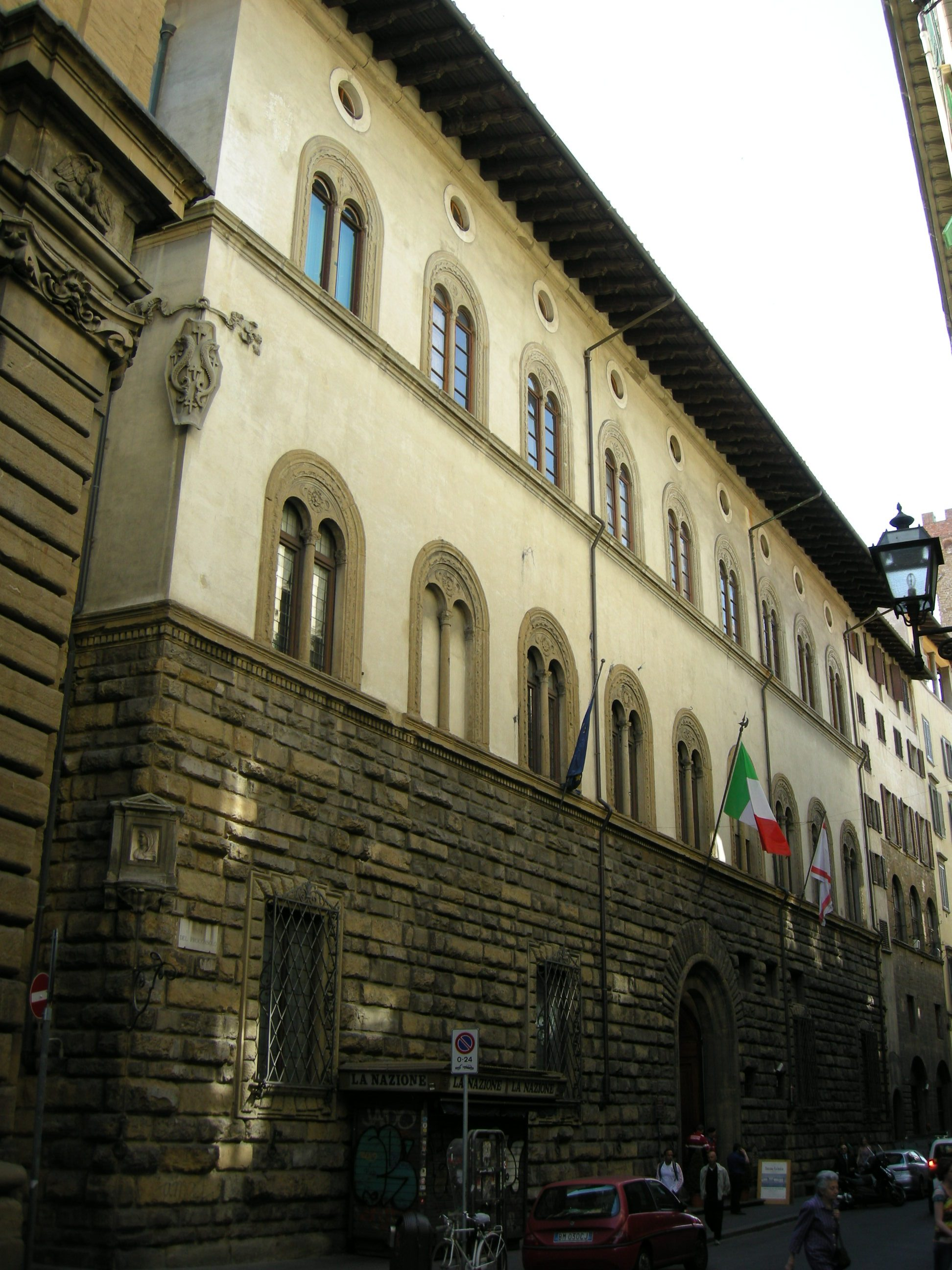
La fachada.

El Palacio Pazzi, también conocido como de la Conspiración o Palazzo Pazzi-Quaratesi, se encuentra en la via del Proconsolo 10 en la esquina con borgo Albizzi, en Florencia (Italia) y es uno de los mejores ejemplos de la arquitectura civil del Renacimiento en esa ciudad.

## Historia

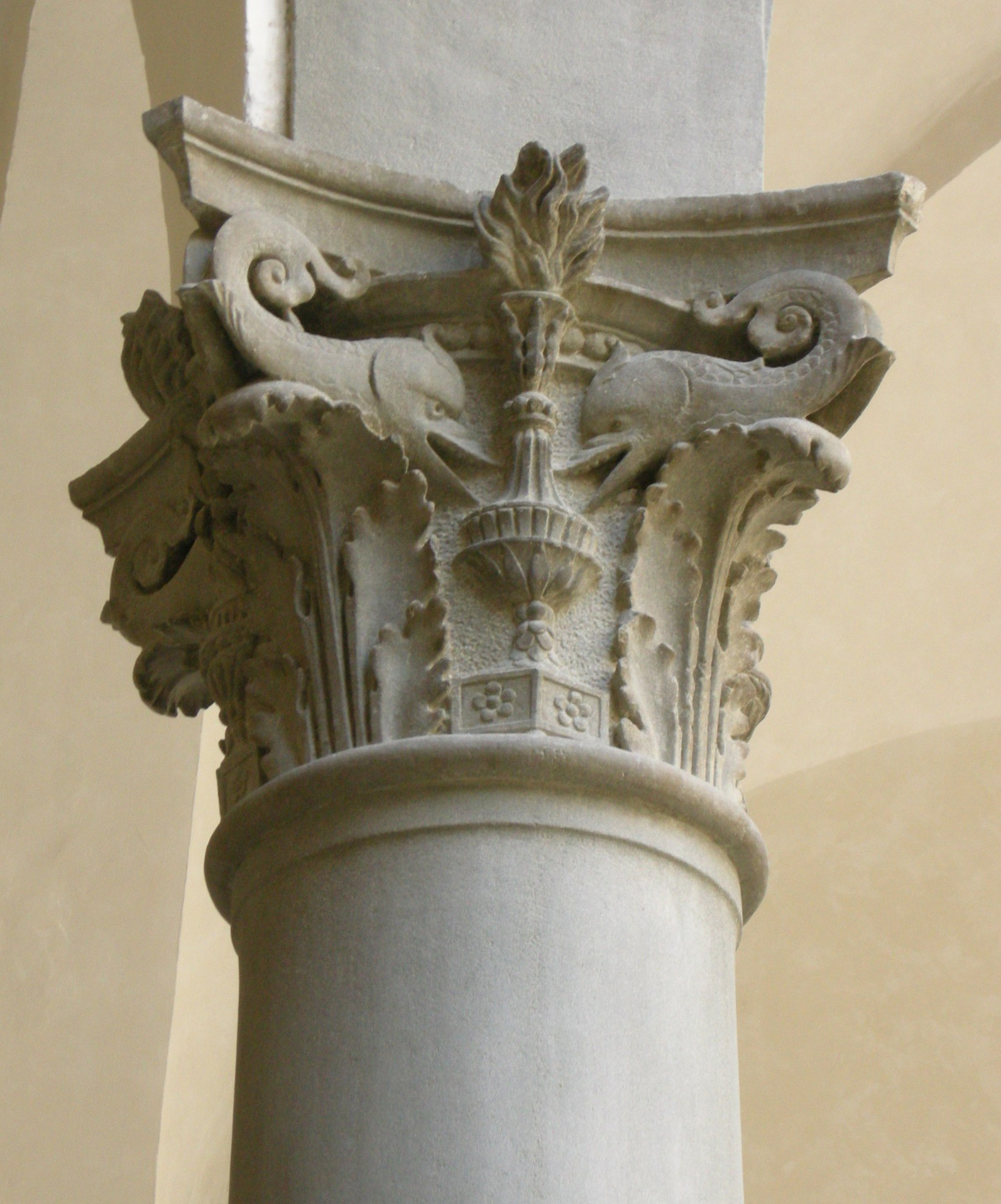
El capitel con delfines y fuego sagrado.

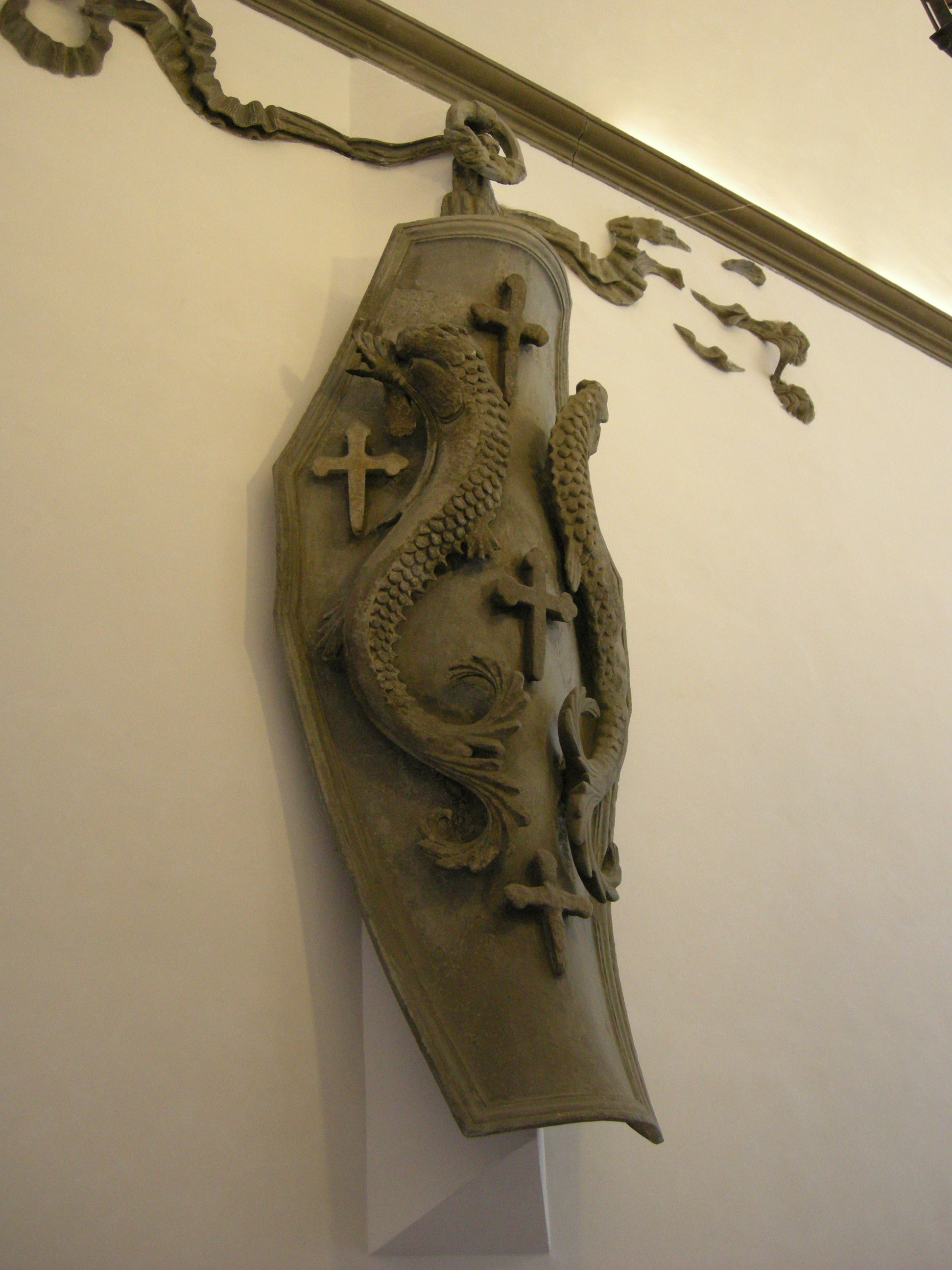
El escudo de armas, atribuido a Donatello.

Giuliano da Majano fue probablemente el arquitecto del palacio, y debió haber trabajado entre 1458 y 1469. No falta quien ha estimado que hubo participación en el proyecto de Filippo Brunelleschi, autor de la Capilla Pazzi para la misma familia, o de Michelozzo. Se ha especulado con un posible diseño de Brunelleschi (negado por algunos especialistas), construida luego por da Majano, el mismo arquitecto que completó la Basílica de la Santa Cruz, y que para la misma familia creó la Villa La Loggia.
Fue Jacopo de Pazzi quien quiso el edificio como sede de algunas de las casas pertenecientes a la familia, y la construcción de un edificio tan grande fue probablemente uno de los elementos para rivalizar y confrontar con la rica familia de los Medici. El palacio es, de hecho, también conocido como “de la conspiración” porque la familia que vivía allí fue responsable de la llamada Conspiración de Pazzi, un complot que llevó a la muerte a Giuliano de Medici e hirió a su hermano Lorenzo el Magnífico, durante la misa en Santa María del Fiore. Los responsables del episodio pronto fueron ahorcados por la multitud florentina enfurecida y en un principio toda la familia Pazzi fue exiliada y sus bienes confiscados.
Después, el palacio fue otorgado al francés d'Estonville, y luego fue llevado como dote de Maddalena, hija de Lorenzo de Medici, con motivo de su matrimonio con Franceschetto Cybo, que tuvo lugar el 25 de febrero de 1487 en el Vaticano de Roma.[cita requerida]
Su hijo Lorenzo Cybo se casó con Ricciarda I Malaspina, marquesa de Massa, y de ellos surgió la familia Cybo Malaspina. En ese momento el edificio fue conocido como el Palacio de los Marqueses de Massa, y era conocido en toda la ciudad por la vida frívola que los propietarios del edificio solían hacer. La propia Ricciarda tuvo un romance con el polémico duque Alessandro de Medici.
En 1593 pasó a los Strozzi, que se mantuvieron hasta 1796, cuando pasó a ser propiedad de los Quaratesi. En 1843 se cambió nuevamente de dueño, y fue adquirido por Ferdinand de Rast, rico ciudadano alemán que después de visitar Florencia en un viaje se enamoró, eligiéndola como residencia definitiva. Después de su muerte, ordenó que el palacio fue vendido a un instituto religioso de Coburgo. En el período en que Florencia fue capital (1865-1871) alojó a la Logia Masónica Grande Oriente d'Italia.
En 1913 fue comprado por el Banco de Florencia, que encargó la restauración al arquitecto Adolfo Coppedè. En ese momento, fue equipado con una cubierta sobre el patio, hecha en hierro y vidrios de color, luego retirada.
La transición a su actual propietario, la sede del INPS en Florencia, se remonta a 1931. En el período de posguerra fue objeto de reformas importantes que restauraron el aspecto original “del Quattocento” del complejo (1940-1945), encargado por los supervisores Guido Morozzi y Ugo Procacci: el patio se volvió a abrir a la luz, de nuevo sin coberturas. Una restauración más se terminó en 2010 .

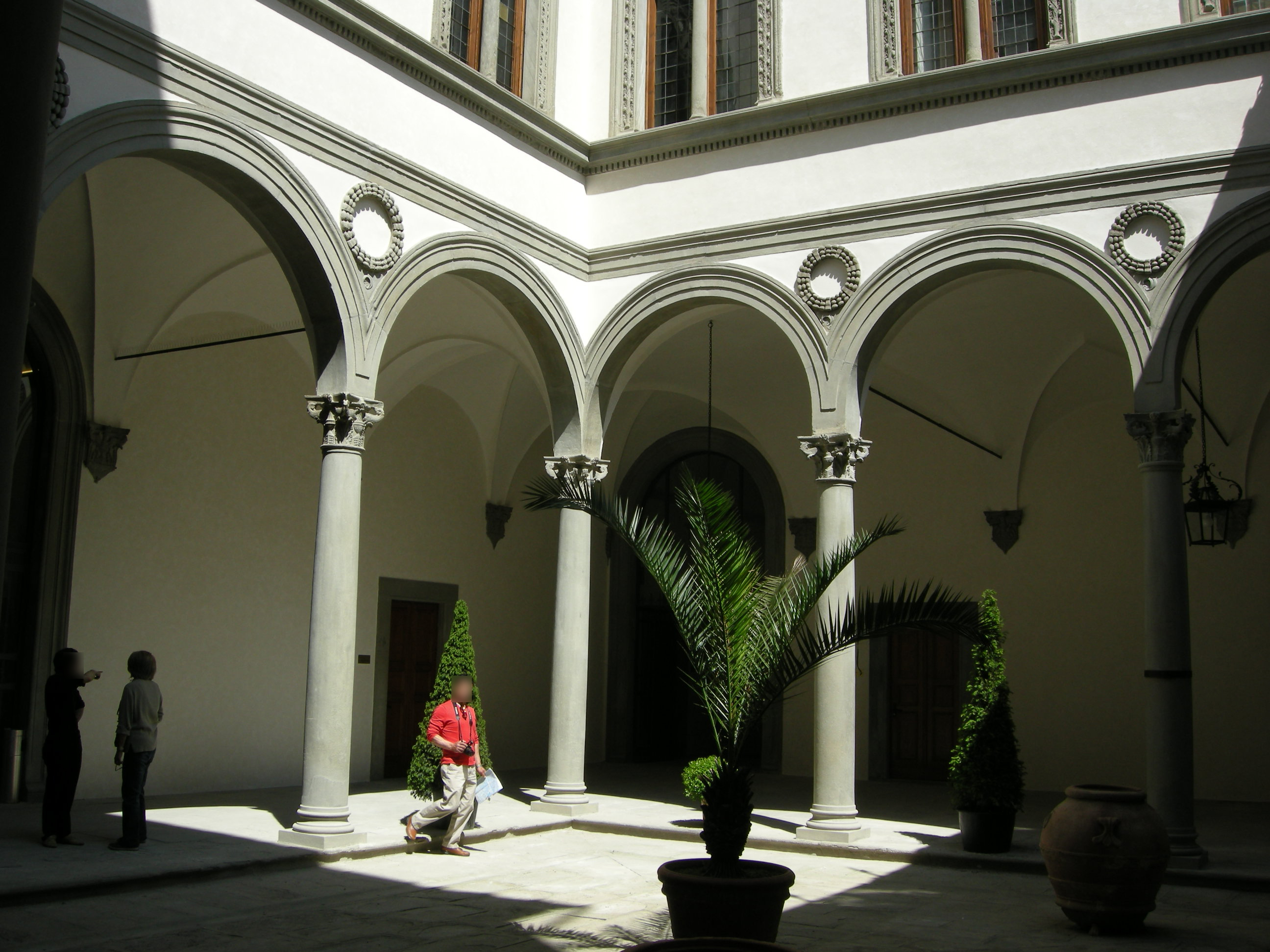
El patio interior.

## Arquitectura

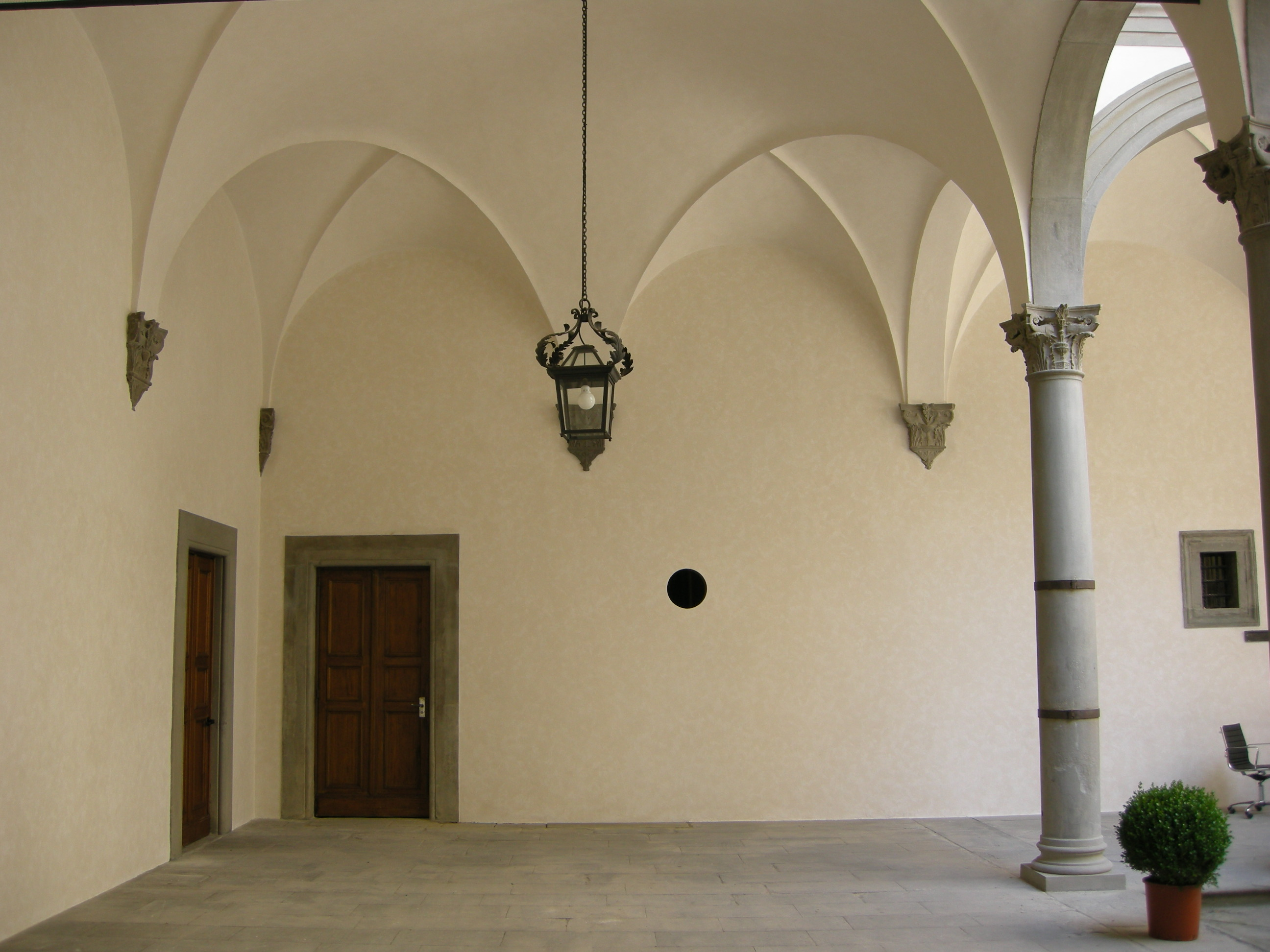
Bajo el pórtico del patio.

El marqués Leonardo Ginori Lisci, en su famoso estudio enumera “los siete palacios más bellos de Florencia”, realizados durante la edad de oro de la ciudad en el Renacimiento, y según él eran: el Palacio Medici-Riccardi, el Palacio Rucellai, el Palacio Pitti, el Palacio Strozzi, el Palacio Antinori, el Palacio Gondi y el Palazzo Pazzi.
El edificio responde a la perfección a los cánones impuestos por el tratado De re aedificatoria de Leon Battista Alberti, quien recomendaba fachadas "adornadas con suavidad y elegancia en vez de soberbia."

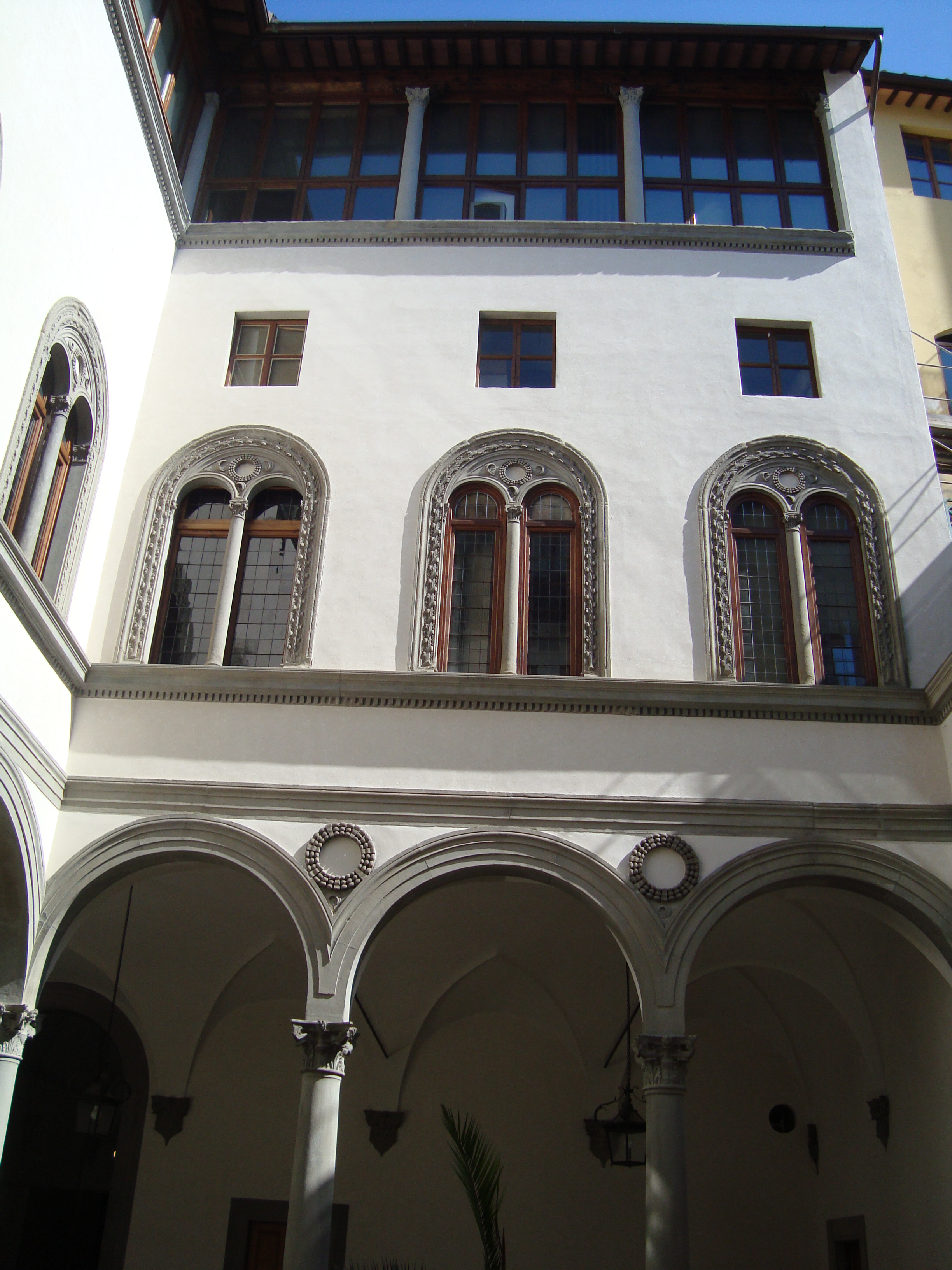
Vista de los pisos superiores

La fachada está dominada por el contraste entre el almohadillado en la planta baja y el revoque blanco en yeso de los dos pisos superiores, decorados con elegantes ventanas dobles (bífora) destacadas por cornisas dentadas (cornice marcapiano). Puede ser que el yeso fuera pintado originalmente con graffiti o con un falso almohadillado, pero en cualquier caso, la elección del enyesado blanco fue muy original en el siglo XV, si se compara con los edificios contemporáneos y aligeró la austeridad de la fachada. Las ventanas tienen refinados elementos decorativos tales como ramas y elementos vegetales en los marcos, columnas corintias y el escudo de armas de la familia, las tres medias lunas, un antiguo emblema de la familia que marcaba los orígenes fiesolanos de la familia (similar a la de los Strozzi) y que fue más tarde reciclado como símbolo de las velas hinchadas por el viento, como una celebración del comercio marítimo que enriqueció a la familia. El extremo superior está decorada con óculos por debajo de los aleros.
En el vestíbulo hay un escudo de armas con dos delfines simétricos al exterior, atribuidos a Donatello. Datan de principios del siglo XV y estaban en la parte superior del antiguo Jardín de los Pazzi, en la via dell'Oriuolo, en el sitio que actualmente ocupa el Palacio del Banco de Italia, más tarde se trasladaron a la esquina de este edificio y al ser recientemente restaurados se trasladaron al vestíbulo por razones de conservación.
El acceso al edificio se da por dos puertas, en Borgo Albizi y Via del Proconsolo, que tienen grandes "brachettoni" que aumentan su grandeza. Del lado de Via del Proconsolo la planta baja tiene dos pares de ventanas con cornisas compuestas formadas por segmentos de prismas, que se remontan a una intervención del siglo XVII.
El patio interior tiene un pórtico con tres arcos en sus tres lados y se encuentra entre los mejores de Florencia, similar a los del Palacio Medici o el Palazzo Strozzi, pero con un ritmo más suave y ligero. Los capiteles de las columnas, que soportan los nueve elegantes arcos renacentistas están decoradas con delfines (como el escudo de armas) y pequeños vasos que contienen el "fuego sagrado", es decir, el fuego que proviene de pedernal traído de Tierra Santa por Pazzino de 'Pazzi después de la Primera Cruzada, y que todavía se utiliza hoy en día para dar inicio a la tradicional Explosión del Carro (un festejo popular florentino).
La escalera a los pisos superiores hoy comienza en la sala, pero originalmente estaba en el patio. En la primera planta hay una brújula monumental de estilo ecléctico, del siglo XIX.
La habitación que da al jardín tiene una notable artesonado y a lo largo de la pared hay un fresco: Pazzino de 'Pazzi cruzando los muros de Jerusalén, y también dos pinturas con temas religiosos: la Última Cena y el Lavatorio de pies.
Una pequeña habitación en esta planta, junto a la antigua capilla, tiene una bóveda de cañón cubierta de frescos en el estilo de Bernardino Poccetti y un suelo de mármol con incrustaciones geométricas. En la habitación de al lado el techo está decorado con el fresco Alegoría de las cuatro estaciones.
El segundo piso tiene una interesante sala llamada “La Pompeya” por los grutescos que adornan el techo. Desde aquí se accede a la azotea, que ofrece una hermosa vista de Florencia.